# Ferdinand Affolter

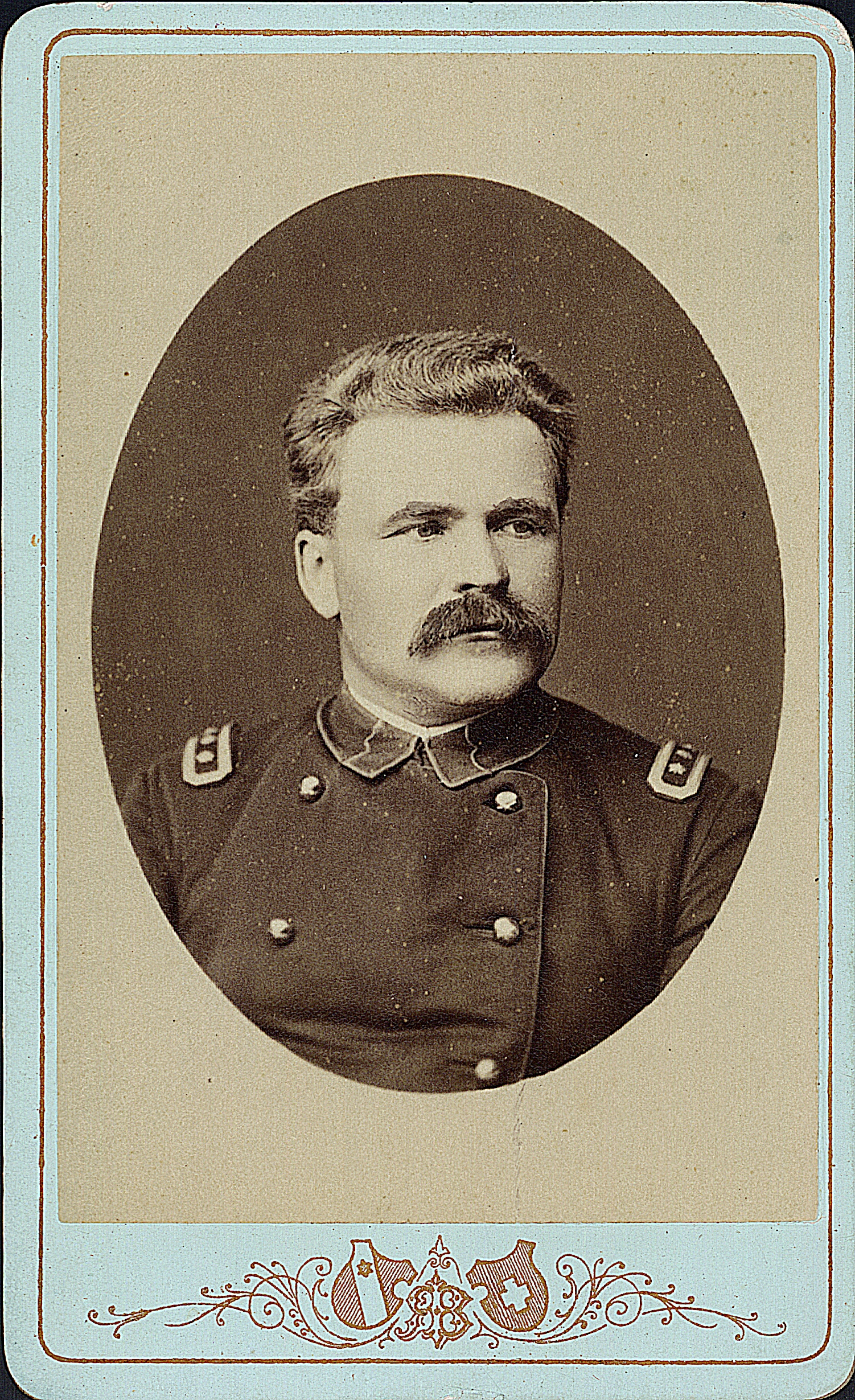
Ferdinand Affolter (ca. 1886)

Ferdinand Affolter (* 17. März 1847 in Deitingen; † 30. November 1926 in Näfels; heimatberechtigt in Deitingen) war ein Schweizer Mathematiker, Militärwissenschaftler und Hochschullehrer.

## Leben
Ferdinand Affolter, Sohn der Barbara, war ab 1872 mit Maria Magdalena Isler (geborene Hirt) verheiratet.
Er besuchte die Kantonsschule Solothurn sowie ein Gymnasium in Genf. Anschliessend absolvierte er ein Studium der Physik und der Naturwissenschaft am Polytechnikum in Zürich, das er 1871 abschloss. Darauf folgten weitere Studien in Bern, Pisa, Rom und Zürich, die 1875 in der Erlangung des Doktortitels (Dr. phil.) resultierten. Während seiner Studien war Affolter zwischen 1869 und 1872 als Lehrer an der Kantonsschule Solothurn angestellt. Weiteren Lehrtätigkeiten ging er von 1878 bis 1879 als Dozent an der 1874 errichteten militärwissenschaftlichen Abteilung des Polytechnikums nach. Ebendort war Affolter zwischen 1884 und 1892 sowie von 1896 bis 1926 Professor der Kriegswissenschaft.
Des Weiteren war Affolter von 1882 bis 1884 Regierungsrat im Kanton Solothurn, er war Vorsteher des Erziehungsdepartements. Ab 1885 war er zudem Mitglied der Landesbefestigungskommission, in der er verschiedene Positionen einnahm. So war er ab 1892 Artilleriechef der Gotthardbefestigung und danach ab 1894 Oberst der Artillerie. Affolter befürwortete die Panzerbefestigung und führte das indirekte Schiessen ein. In der Kontroverse um die Anschaffung neuer Feldgeschütze erreichte er, entgegen bundesrätlichem Antrag, die Einführung der neusten Rohrrücklaufgeschütze. Affolter war zudem ein Freund von General Ulrich Wille.
Ferdinand Affolter ist Ehrenbürger von Zürich. Er hat zahlreiche Publikationen zum Militärwesen verfasst.